# Herschel H. Hatch
Herschel Harrison Hatch (* 17. Februar 1837 in Morrisville, Madison County, New York; † 30. November 1920 in Detroit, Michigan) war ein US-amerikanischer Politiker. Zwischen 1883 und 1885 vertrat er den Bundesstaat Michigan im US-Repräsentantenhaus.

## Werdegang
Herschel Hatch besuchte die öffentlichen Schulen seiner Heimat. Nach einem anschließenden Jurastudium am Hamilton College in Clinton und seiner im Jahr 1857 erfolgten Zulassung als Rechtsanwalt begann er in Morrisville in seinem neuen Beruf zu  arbeiten. Im Jahr 1863 zog er nach Bay City in Michigan, wo er im Jahr 1865 in den Gemeinderat gewählt wurde. Zwischen 1868 und 1872 war er Nachlassrichter im dortigen Bay County.
Politisch war Hatch Mitglied der Republikanischen Partei. Im Jahr 1873 war er Delegierter auf einer Versammlung zur Überarbeitung der Verfassung von Michigan; 1881 wurde er Mitglied der Steuerkommission dieses Bundesstaates. Bei den Kongresswahlen des Jahres 1882 wurde er im neugeschaffenen zehnten Wahlbezirk von Michigan in das US-Repräsentantenhaus in Washington, D.C. gewählt, wo er am 4. März 1883 sein neues Mandat antrat. Da er im Jahr 1884 nicht mehr kandidierte, konnte er bis zum 3. März 1885 nur eine Legislaturperiode im Kongress absolvieren.
Nach seinem Ausscheiden aus dem US-Repräsentantenhaus arbeitete Herschel Hatch bis 1910 wieder als Anwalt. Danach zog er sich in den Ruhestand zurück. Er starb am 30. November 1920 in Detroit, wo er seit 1895 gelebt hatte.